# Kim Hyo-jung (patinage de vitesse sur piste courte)
Kim Hyo-jung est une patineuse de vitesse sur piste courte américaine.

## Biographie
Le père de Kim possède la double nationalité américaine, bien qu'elle soit née en Corée du Sud et y ait vécu près de toute son enfance. En 2003, elle décide de partir vivre en Californie et de rejoindre l'équipe nationale de patinage de vitesse sur piste courte. 
Aux Etats-Unis, elle se fait appeler Halie Kim par ses coéquipières.
Elle participe aux épreuves de patinage de vitesse sur piste courte aux Jeux olympiques de 2006.
Elle y arrive 8e au 1 000 mètres et au 1 500 mètres et quatrième du relais avec Allison Baver, Kimberly Derrick et Caroline Hallisey.